# 235 a. C.
El año 235 a. C. fue un año del calendario romano prejuliano. En el Imperio romano se conocía como el año 519 ab urbe condita.

## Acontecimientos

### Anatolia
- Bajo el rey Atalo I, Pérgamo empieza a adquirir poder e importancia.

### Grecia
- Arato de Sición incluye Megalópolis en la Liga aquea.
- El éforo Lisandro pretende haber visto un signo de los dioses contra el rey Leonidas II de Esparta de manera que Leónidas huye para eludir su enjuiciamiento. En su ausencia, Leónidas es depuesto del trono y reemplazado por su yerno, Cleomenes III.

### República romana
- Consulados de Tito Manlio Torcuato y Cayo Atilio Bulbo, cos. II, en la Antigua Roma.[1]
- En Roma, el cónsul Torcuato preside la primera vez que se cierran las puertas del templo de Jano, lo que significa la paz.

## Fallecimientos
- Leónidas II

## Arte y literatura
- En Roma, se interpreta por vez primera una obra del poeta épico y dramaturgo latino Gneo Nevio.